# Зелёный Гай (Широковский район)
Зелёный Гай (укр. Зелений Гай) — село,
Николаевский поселковый совет,
Широковский район,
Днепропетровская область,
Украина.
Код КОАТУУ — 1225855303. Население по переписи 2001 года составляло 237 человек .

## Географическое положение
Село Зелёный Гай находится на расстоянии в 1,5 км от села Весьолый Став и в 2-х км от села Вишнёвое.
Рядом с селом протекает пересыхающий ручей с запрудой.

## Национальный состав
По переписи 2001 года, 97,05 % населения в качестве родного языка указали украинский; 2,95 % — русский.

## Экология
В 1,5 км от села расположены шламоотстойники Ингулецкого ГОКа (≈ 5 км²).